# Tanger Med
Pour les articles homonymes, voir Med.

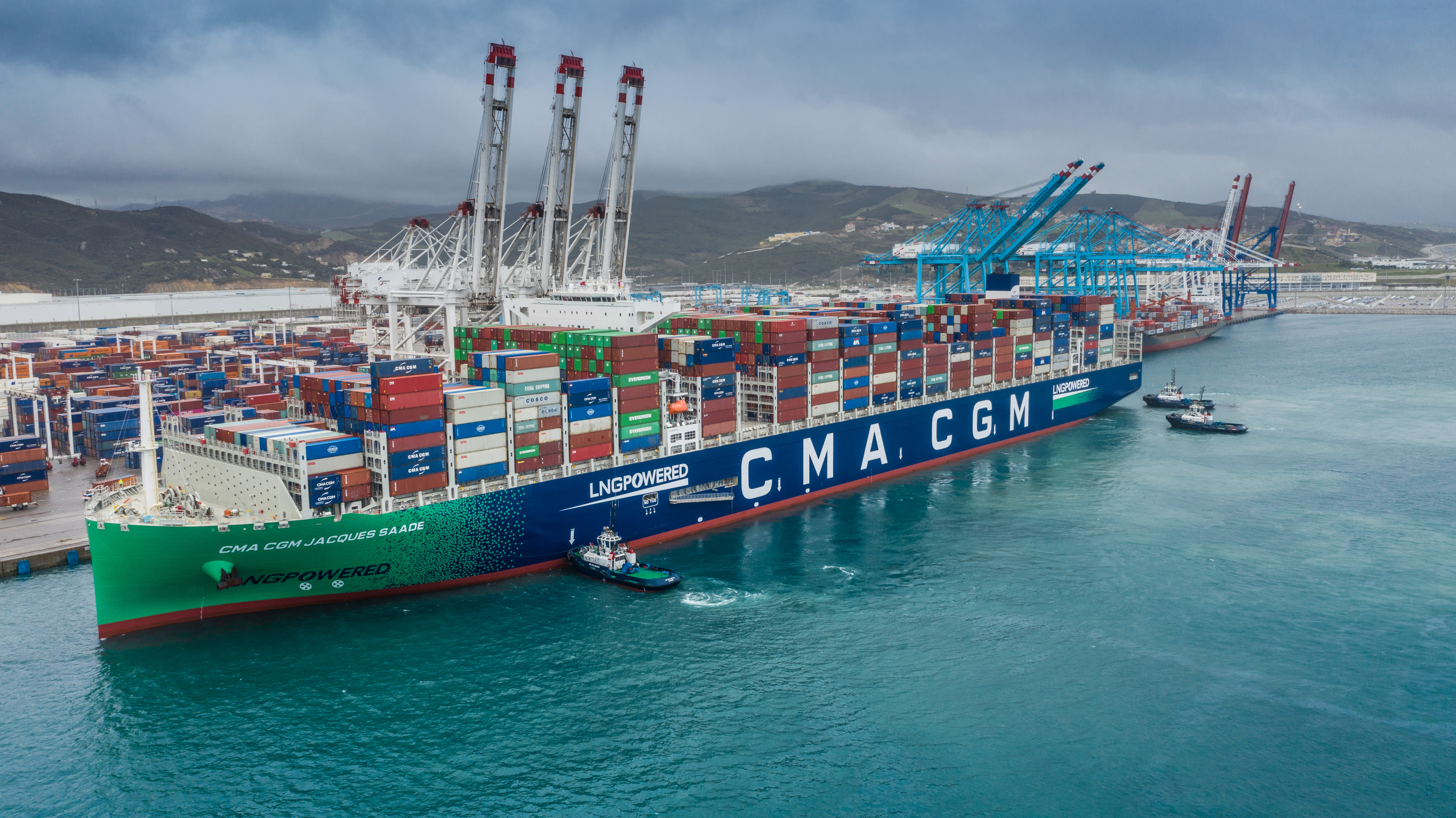
Le porte-conteneur CMA CGM Jacques Saadé à Tanger Med en février 2021.

Le Groupe Tanger Med (en arabe : طنجة المتوسط )  gère le complexe portuaire Tanger Med, doté d’un emplacement stratégique, 1er port en Méditerranée et en Afrique. Il dispose aussi d’une présence nationale grâce au réseau de Marsa Maroc, doté de 24 terminaux à conteneurs et vracs répartis dans 10 ports à travers le Maroc. En 2023, 162 millions de tonnes de marchandises et 9,6 millions de conteneurs EVP ont été traités.
Le Groupe Tanger Med gère également un rôle moteur pour le développement régional, avec l’émergence d’un bassin de compétitivité favorable aux investissements et générateur d’emplois. Il est ainsi l’aménageur et le développeur de plus de 3000 ha de zones d’activités économiques. Celles-ci accueillent plus de 1300 entreprises pour un volume d’affaires de 14 milliards d'euros, dans des secteurs clés comme les industries automobile, aéronautique, textile, agro-alimentaire et la logistique.

## Gouvernance
Tanger Med est géré par l'Agence Spéciale Tanger Méditerranée, TMSA, société anonyme à directoire et conseil de surveillance. Cette agence est créée en 2003 afin de réaliser les engagements pris par l'État Marocain, via un mode de gouvernance novateur qui se base sur la maitrise des coûts et des impacts d'un projet d'envergure sur le territoire national,.
Le conseil de surveillance est composé de :
- Fouad Brini : Président du Conseil de Surveillance ;
- Abdelouafi Laftit (Ministre de l'Intérieur) : Administrateur ;
- Nadia Fettah Alaoui (Ministre de l'Économie et des Finances) : Administratrice ;
- Nizar Baraka (Ministre de l'Équipement et de l'Eau) : Administrateur ;
- Ryad Mezzour (Ministre de l'Industrie et du Commerce) : Administrateur ;
- L'État Marocain : Administrateur représenté par Abdellatif Zaghnoun (Directeur Général de l'ANGSPE)
- Fonds Hassan II Pour le Développement Economique et Social : Administrateur représenté par sa Présidente du Directoire Dounia Ben Abbas Taârji ;
- Caisse de Dépôt et de Gestion (CDG) : Administratrice représentée par son Directeur Général Khalid Safir
- Agence pour la Promotion et le Développement du Nord (APDN) : Administratrice représentée par son Directeur Général Mounir El Bouyoussfi.

Le directoire est composé de son Président Mehdi Tazi Riffi et des membres du Directoire :Loubna Ghaleb, Jaafar Mrhardy, et Hassan Abkari.

## Le Complexe Portuaire Tanger Med
Le complexe industrialo-portuaire Tanger Med, avec une connectivité vers plus de 180 ports dans 70 pays,,  est situé sur le détroit de Gibraltar, à 14 km des côtes espagnoles et à 40 km à l'est de Tanger . Sa plate-forme multimodale d'une capacité de traitement peut atteindre les 9 millions de conteneurs, les 7 millions de passagers, les 700 000 camions TIR et l’export de 1 million de véhicules. Il se situe sur la voie de passage du commerce maritime mondial Est-Ouest entre l'Asie, l'Europe et l'Amérique du Nord, 

## Infrastructures du Complexe Portuaire

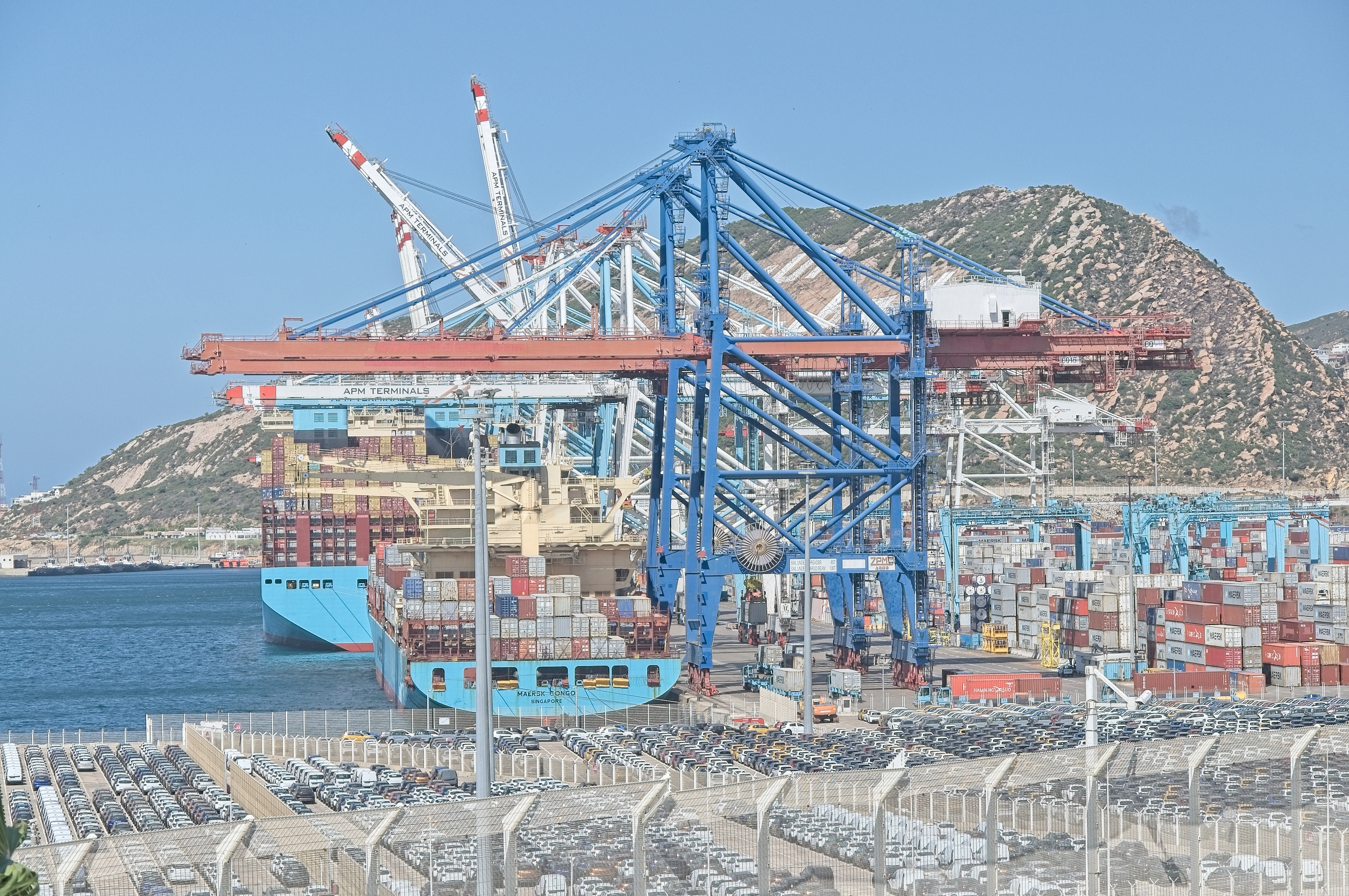
Vue sur le port Tanger Med le 5 août 2023

- Quatre terminaux à conteneurs dotés d’une capacité globale de 9 millions d’EVP, de 3600 m linéaires de quai et d’une profondeur de 18 m.
- Le port Passagers et Rouliers dispose d’une capacité annuelle de traitement de 7 millions de passagers avec des zones de pré-embarquement étendues sur 8 ha. Connecté à 6 villes européennes et 3 pays (Espagne, France et Italie).
- Un terminal à hydrocarbures s’étend sur 12 ha, doté d’une capacité de stockage de 532000 m3 de produits raffinés réparties en 19 réservoirs et d’une capacité de traitement de 15 millions de tonnes.
- Deux terminaux à véhicules neufs pour un total de 20 hectares de stockage,
- Un terminal vraquier de 450 mètres de quai,
- Plusieurs connexions ferroviaires pour les marchandises.

## Chiffres clés

### Capacité de traitement
- 9 000 000 conteneurs[12] ;
- 7 000 000 passagers ;
- 1 000 000 véhicules ;
- 700 000 camions TIR[13] ;
- 15 millions de tonnes d’hydrocarbures.

### Bilan portuaire
- 8,6 MEVP de conteneurs en 2023 ;
- 2,7 Millions passagers en 2023 ;
- 578 446 véhicules neufs en 2023 ;
- 477 993 camions TIR en 2023 ;
- 9 838 157 tonnes d’hydrocarbures manutentionnées en 2023 ;
- 581 042 tonnes de vrac solide traitées en 2023

## Activité du Complexe Portuaire Tanger Med
Tanger Med est un complexe portuaire constitué de 3 ports, le port Tanger Med 1, le port Passagers et Rouliers et le port Tanger Med 2, et s’étend sur une surface de 1000 Ha.
Le complexe portuaire assure les activités suivantes :

### Activité conteneurs

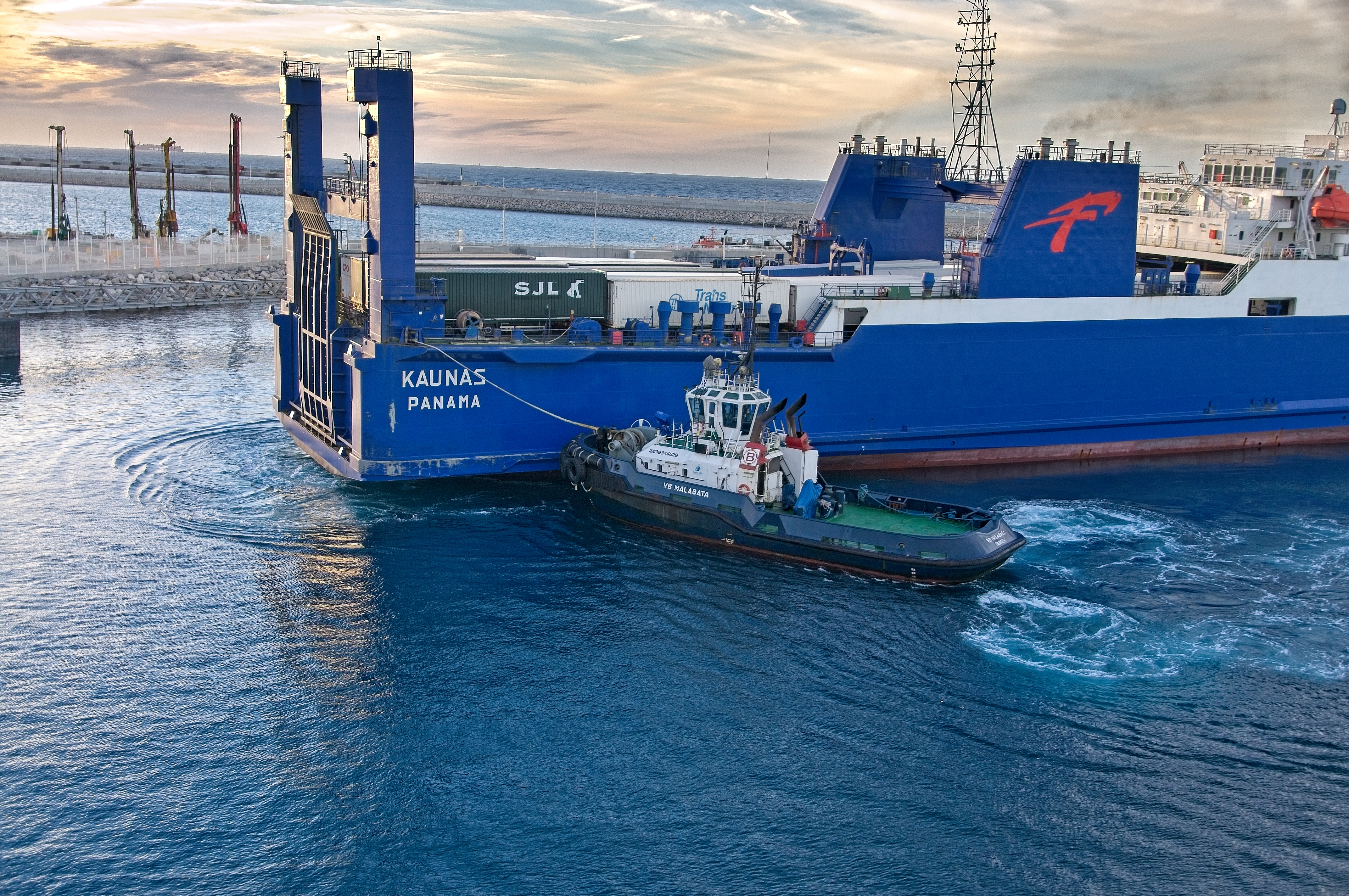
Point de vue sur le remorqueur VB Malabata le 30 octobre 2023, port de Tanger MED

Le complexe portuaire comprend quatre terminaux destinés à l’activité conteneurs ayant une capacité totale de 9 millions d’EVP (Équivalent vingt pieds).
- Terminal à conteneurs 1 (TC1) représente un investissement de 150 MEUR, a démarré en juillet 2007 et exploité par APM Terminals. Il se caractérise par une capacité nominale de 1,5 million de conteneurs EVP, une longueur de quai de 800 m et 18 m de profondeur.
- Terminal à conteneurs 2 (TC2) représente un investissement de 150 MEUR, a démarré en août 2008 et exploité par Eurogate. Il se caractérise par une capacité nominale de 1,5 million de conteneurs EVP, une longueur de quai de 800 m et 15 m de profondeur[16].
- Terminal à conteneurs 3 (TC3) représente un investissement de 240 MEUR, il a démarré en janvier 2021 et est exploité par Tanger Alliance[17]. Il se caractérise par une capacité nominale de 1 million de conteneurs EVP et une longueur de quai de 800 m.
- Terminal à conteneurs 4 (TC4) Représente un investissement de 1 100 MEUR, a démarré les opérations en juin 2019 et est exploité par APM Terminals[18]. Il se caractérise par une capacité de 5 millions de conteneurs EVP et une longueur de quai de 2 000 m[19].

### Activité ferroviaire
Tanger Med est connecté aux principales villes du Maroc à travers une ligne ferroviaire destinée au transport des véhicules, des hydrocarbures et des conteneurs. Le terminal ferroviaire est situé juste derrière les terminaux à conteneurs TC1 et TC2, il est doté d’une superficie de 10 ha et de trois voies d’une longueur de 800 ml ainsi qu’une voie de garage.

### Activité véhicules
Le terminal car carrier de Tanger Med est doté d'une capacité de traitement annuel de 1 000 000 véhicules neufs pour les activités d'import-export et de transbordement.
Il se subdivise en deux terminaux. Le Terminal à véhicules de Renault (TVR) est relié par voie ferroviaire à l'usine Renault Mellousa et s'étend sur 13 ha, et le Terminal à véhicules Multiutilisateurs (TVCU) d'une superficie de 7 ha et le Terminal à véhicules Multiutilisateurs (TVCU) d'une superficie de 7 ha destiné aux autres constructeurs automobiles et notamment pour accompagner les exports de PSA Kenitra.

### Activité hydrocarbures
Le terminal à hydrocarbures, a été mis en service depuis février 2012 à la suite d'un investissement de 160 millions d'euros. Le terminal a une capacité de stockage annuelle de 15 millions de tonnes (entrée et sortie) de produits raffinés répartis en 19 réservoirs, sur une superficie de 12 ha. Les activités principales proposées sont : Le trading, l'import de produits raffinés et le soutage.
L’activité hydrocarbures de Tanger Med est considérée comme l'une des éléments essentiels pour garantir la sécurité d’approvisionnement du marché Marocain en produit pétroliers.

### Activité vrac et marchandises diverses

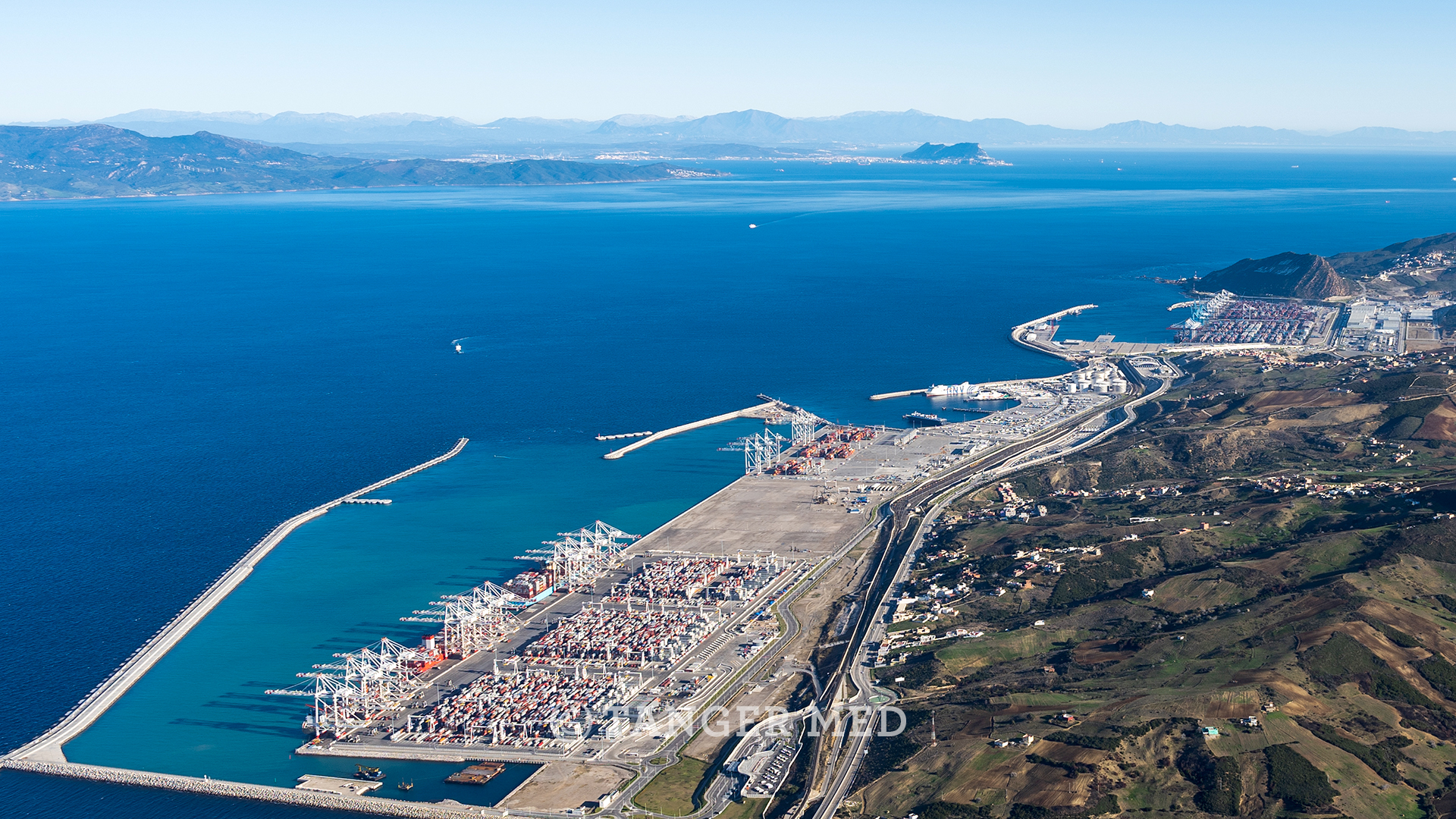
Port Tanger Med - Détroit de Gibraltar Maroc

Le terminal marchandises diverses est opérationnel depuis 2010, d'une superficie de 5 ha destinés au trafic import/export lié aux entreprises installées dans les zones industrielles et logistiques de la région, avec une capacité de traitement de 800 000 tonnes de marchandises diverses.

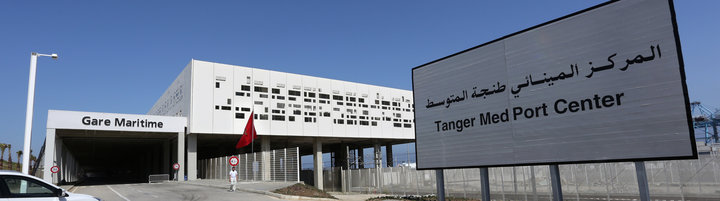
Gare maritime du port Tanger Med

### Activité passagers
Le port Tanger Med a une capacité annuelle de 7 000 000 de passagers, il possède huit postes à quai destinés aux voyageurs, 2 zones d’accès et d’inspection frontalière, des zones d’embarquement et d’une gare maritime multimodale, comprenant une gare routière et une gare ferroviaire pour le transport des passagers.

### Activité Rouliers
Pont maritime entre l’Europe et l’Afrique et 1ère Plateforme nationale pour les imports et exports, le complexe portuaire dispose d’une capacité nominale de 700000 camions TIR, grâce à 8 postes à quai avec des tirants d’eau de 8 m ainsi qu’une superficie de 35 hectares de terre-plein. Partie intégrante du terminal, la plateforme « Export Access » dédiée au traitement des flux export, traite 2100 unités par jour pour un temps de transit moyen de 2 heures.

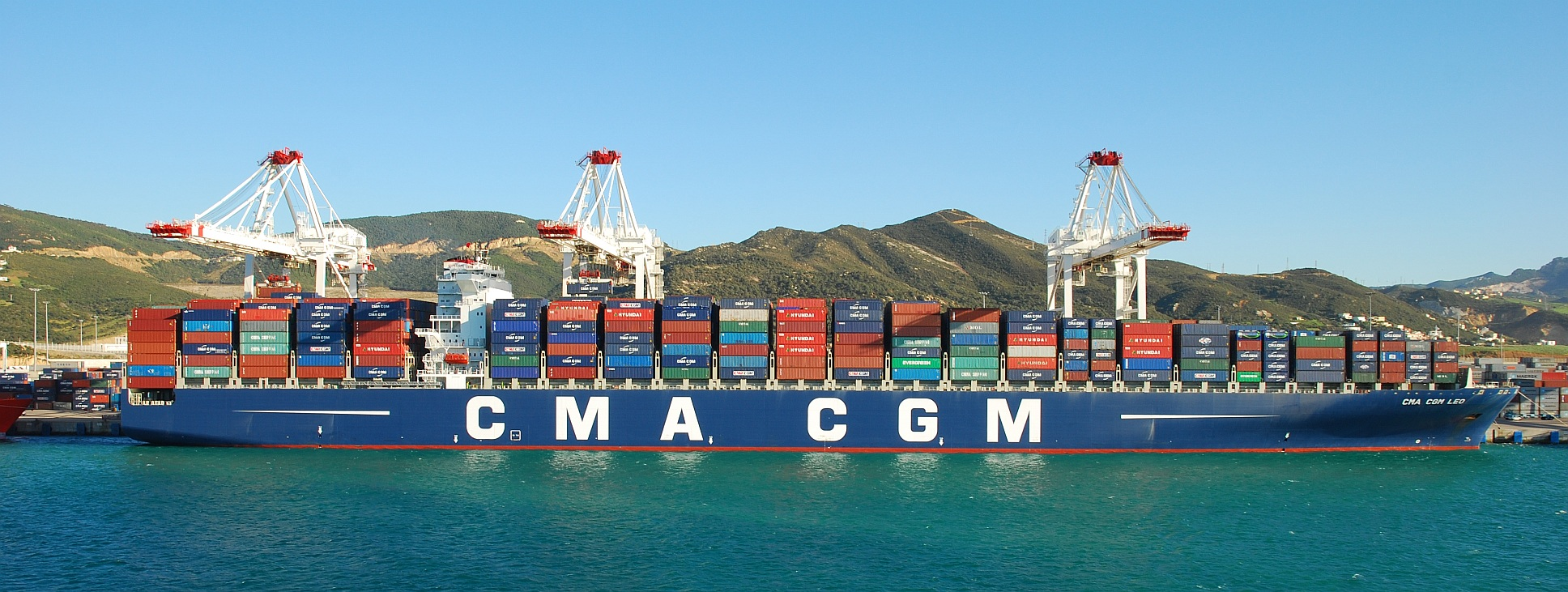
Le porte-conteneurs CMA CGM Leo à Tanger Med en février 2011.

## Zone Franche Logistique
La Zone Franche Logistique du Port Tanger Med est exploitée par Medhub, filiale du groupe Tanger Med.
Opérationnelle depuis fin 2008, cette zone, intégrée au Port Tanger Med, d'une superficie à terme de 200 hectares, est destinée aux activités logistiques à valeur ajoutée de groupage, de distribution et d'approvisionnement à l'échelle des flux intercontinentaux.

## Plateforme industrielle
La plateforme industrielle est exploitée par la société Tanger Med Zones, filiale du groupe Tanger Med, en charge de l’aménagement et du développement des huit zones d'activités qui abritent près de 1 300 entreprises qui représentent un volume d'affaires annuel en 2023 de 14 milliards EUR,  opérant dans différents secteurs tels que l'automobile, l'aéronautique, l'agroalimentaire, la logistique et le textile,. Elle représente 5 000 ha à terme, dont 3 000 ha développés à ce jour.
Tanger Med Zones regroupe les zones d’activités suivantes :
- Tanger Free Zone : lancée en 1999, elle s'est développée sur une assiette foncière de 440 ha. TFZ est considérée comme le plus important pôle d'activités de la région du nord du Maroc. Des entreprises du secteur automobile, aéronautique, électronique et textile y sont déjà installées ;
- Renault Tanger Med : lancée en 2012 sur une superficie de 300 ha, elle est la plus grande usine de construction d'automobile en Afrique[35] ;
- Tanger Automotive City : lancée en 2012[36], sur une superficie de 600 ha, la zone est un pôle d'excellence lié aux activités automobiles grâce à la présence d'un écosystème automobile intégré ;
- Tétouan Shore : lancée en 2013, elle s'étale sur une superficie de 90 ha. C'est une zone destinée aux métiers de l'offshoring, l'ITO (Information Technology Outsourcing), le BPO (Business Processing Outsourcing) et le KPO (Knowledge Process Outsourcing) ;
- Tetouan Park : lancée en 2015, sur une superficie de 156 ha. Ce parc industriel représente un relais important pour le développement économique de la ville de Tétouan. Cette zone est destinée à l'implantation d'unités industrielles et logistiques visant le marché régional du nord du Maroc.
- Cité Mohammed VI Tanger Tech : une ville industrielle durable, intégrée et intelligente, destinée à recevoir des zones industrielles, des zones de services, ainsi que des ensembles résidentiels, touristiques et de loisirs. La tranche viabilisée et disponible à l'acquisition depuis 2023 est de 87 ha, avec une superficie totale à terme de 2167 ha, dont 1220 ha de surface résidentielle.
- Zone d'Activité Economique de Fnideq : exclusivement destinée aux activités de distribution et du commerce, ce projet représente 95 ha de superficie. La première tranche en opération s'étale sur 10 ha et accueille 76 entrepôts.
- Zone Commerciale de Cabo Negro : Se situant à proximité de Cabo Negro, la zone s’étend sur une superficie de 70 ha dont une 1ère tranche de 30 ha est déjà livrée. Ce projet a vu le jour pour contribuer à la dynamique de la région, soutenir les activités touristiques, et renforcer les débouchés de l’emplois sur de nouvelles activités.

## Classement
Le FDI Intelligence du Financial Times a publié le classement des zones économiques pour l’année 2020 « FDI’s Global Free Zone of the Year ». Tanger Med Zones est consacrée 2e zone économique mondiale après « Dubaï Multi Commodities Center » aux Émirats arabes unis, alors qu’elle était classée 5e en 2019.
Tanger Med se place à la 19ème place mondiale sur 500 ports à conteneurs dans le monde selon le dernier classement de référence, publié en mars 2024 par Alphaliner. Il intègre le top 20 mondial et se positionne comme premier en Afrique pour la 7ème année consécutive, et 1er port en Méditerranée pour la 4ème année consécutive .
Avec plus de 8,6 millions de conteneurs EVP (équivalent vingt pieds) traité en 2023, le port tangérois a surpassé des ports prestigieux, notamment le port de New York classe 21ème mondial et le port de Hambourg classé 22ème mondial.
Au niveau européen, Tanger Med détrône le 3ème port en Europe dans ce classement et se positionne après les ports de Rotterdam et de Anvers-Bruges. Tanger Med est le seul port de méditerranée à figurer dans ce top 30. De même Tanger Med a enregistré en 2023, la 2ème meilleure évolution annuelle en pourcentage dans ce top 20 mondial avec une hausse de 13,4% après Qingdao (+16,9%),,.

## Pôle services
Véritable vivier de compétences pointues et spécialisées, le Pôle Services s’articule autour de trois métiers clés et critiques pour le développement et la gestion de grands projets d’infrastructure. Il est porté par 3 filiales : 
- Cires Technologies spécialisée dans le développement de solutions de sécurité, cybersécurité et systèmes d’informations pour des structures complexes et/ou stratégiques.
- Tanger Med Engineering qui offre des services dans le domaine de la conception et la supervision de grands projets d’infrastructure (port, zones industrielles, chantier naval, etc.), et ce, au Maroc et à l’International.
- Tanger Med Utilities qui assure des services de distribution d’eau et d’électricité[41], de disponibilité des réseaux, de maintenance des réseaux d’éclairage et de services aux navires. Elle développe également des solutions novatrices liées à l’efficacité énergétique[42].